# Eishockey-Europameisterschaft der U19-Junioren 1976
Die 9. Eishockey-Europameisterschaft der U19-Junioren fand vom 21. bis zum 28. März 1976 in  Kopřivnice und Opava in der Tschechoslowakei statt. Die Spiele der B-Gruppe wurden vom 6. bis 14. März 1976 in Bukarest und Ploiești in Rumänien ausgetragen.

## A-Gruppe
Die A-Gruppe der Europameisterschaft wurde auf acht Mannschaften vergrößert. Die Vertretung Bulgariens verzichtete wegen einer Grippe-Epidemie auf die Teilnahme und stand damit als Absteiger fest. Anstelle der Bulgaren wirkte die U18-Auswahl des Gastgeberlandes mit, absolvierte ihre Spiele aber außer Konkurrenz.

### Vorrunde
Gruppe 1
| Spiele      | URS | FIN | POL | Tore  | Pkt. |
| ----------- | --- | --- | --- | ----- | ---- |
| 1. UdSSR    |     | 6:1 | 9:2 | 15:03 | 4:0  |
| 2. Finnland | 1:6 |     | 5:2 | 06:08 | 2:2  |
| 3. Polen    | 2:9 | 2:5 |     | 04:14 | 0:4  |

Gruppe 2
| Spiele              | TCH | SWE | BRD | SUI | Tore  | Pkt. |
| ------------------- | --- | --- | --- | --- | ----- | ---- |
| 1. Tschechoslowakei |     | 4:3 | 5:3 | 8:1 | 17:07 | 6:0  |
| 2. Schweden         | 3:4 |     | 7:2 | 8:1 | 18:07 | 4:2  |
| 3. BR Deutschland   | 3:5 | 2:7 |     | 7:5 | 12:17 | 2:4  |
| 4. Schweiz          | 1:8 | 1:8 | 5:7 |     | 07:23 | 0:6  |

### Endrunde
Für die beiden Gruppen der Endrunde wurden die untereinander erzielten Ergebnisse aus der Vorrunde übernommen. Diese Resultate sind hier in Klammern dargestellt.
Meisterrunde
| Spiele              | URS   | SWE   | FIN   | TCH   | Tore  | Pkt. |
| ------------------- | ----- | ----- | ----- | ----- | ----- | ---- |
| 1. UdSSR            |       | 2:2   | (6:1) | 7:4   | 15:07 | 5:1  |
| 2. Schweden         | 2:2   |       | 5:1   | (3:4) | 10:07 | 3:3  |
| 3. Finnland         | (1:6) | 1:5   |       | 6:3   | 08:14 | 2:4  |
| 4. Tschechoslowakei | 4:7   | (4:3) | 3:6   |       | 11:16 | 2:4  |

Platzierungsrunde
| Spiele            | BRD   | POL  | SUI   | Tore  | Pkt. |
| ----------------- | ----- | ---- | ----- | ----- | ---- |
| 1. BR Deutschland |       | 11:5 | (7:5) | 18:10 | 4:0  |
| 2. Polen          | 5:11  |      | 8:4   | 13:15 | 2:2  |
| 3. Schweiz        | (5:7) | 4:8  |       | 09:15 | 0:4  |

### Europameistermannschaft: UdSSR
| U19-Europameister UdSSR | Alexander Loginow, Alexander Tyschnych – Wjatscheslaw Fetissow, Wassili Paiussow, Michail Sliptschenko, Sergei Starikow, Wladimir Subkow, German Kulew, Irek Gimajew – Iwan Awdejew, Alexander Kabanow, Wladimir Gordejew, Sergei Tukmatschew, Wiktor Tjumenew, Michail Schostak, Aleksejs Froļikovs, Igor Romaschin, Waleri Jewstifejew, Igor Kapustin, Michail Tolotschko |

### Auszeichnungen
| Auszeichnung       | Spieler               | Team           |
| ------------------ | --------------------- | -------------- |
| Top-Scorer         | Ernst Höfner          | BR Deutschland |
| Bester Torhüter    | Pelle Lindbergh       | Schweden       |
| Bester Verteidiger | Wjatscheslaw Fetissow | UdSSR          |
| Bester Stürmer     | Waleri Jewstifejew    | UdSSR          |

## B-Gruppe

### Vorrunde
Gruppe 1
| Spiele        | ROM  | NOR  | FRA | ITA | ESP  | Tore  | Pkt. |
| ------------- | ---- | ---- | --- | --- | ---- | ----- | ---- |
| 1. Rumänien   |      | 6:4  | 3:2 | 7:3 | 12:2 | 28:11 | 8:0  |
| 2. Norwegen   | 4:6  |      | 6:1 | 6:1 | 15:2 | 31:10 | 6:2  |
| 3. Frankreich | 2:3  | 1:6  |     | 6:4 | 6:1  | 15:14 | 4:4  |
| 4. Italien    | 3:7  | 1:6  | 4:6 |     | 7:3  | 15:22 | 2:6  |
| 5. Spanien    | 2:12 | 2:15 | 1:6 | 3:7 |      | 08:40 | 0:8  |

Gruppe 2
| Spiele         | YUG  | AUT | DEN | HUN  | Tore  | Pkt. |
| -------------- | ---- | --- | --- | ---- | ----- | ---- |
| 1. Jugoslawien |      | 4:0 | 9:0 | 12:0 | 25:0  | 6:0  |
| 2. Österreich  | 0:4  |     | 4:0 | 6:2  | 10:06 | 4:2  |
| 3. Dänemark    | 0:9  | 0:4 |     | 8:5  | 08:18 | 2:4  |
| 4. Ungarn      | 0:12 | 2:6 | 5:8 |      | 07:26 | 0:6  |

### Platzierungsspiele
| Spiel um Platz 7 | Italien    | 7:5 (0:1, 4:2, 3:2)            | Ungarn      |  |
| Spiel um Platz 5 | Dänemark   | 7:6 n. P. (4:1, 0:1, 2:4, 1:0) | Frankreich  |  |
| Spiel um Platz 3 | Österreich | 3:2 (1:0, 0:2, 2:0)            | Norwegen    |  |
| Finale           | Rumänien   | 6:2 (1:0, 2:0, 3:2)            | Jugoslawien |  |